# Herning Museum of Contemporary Art

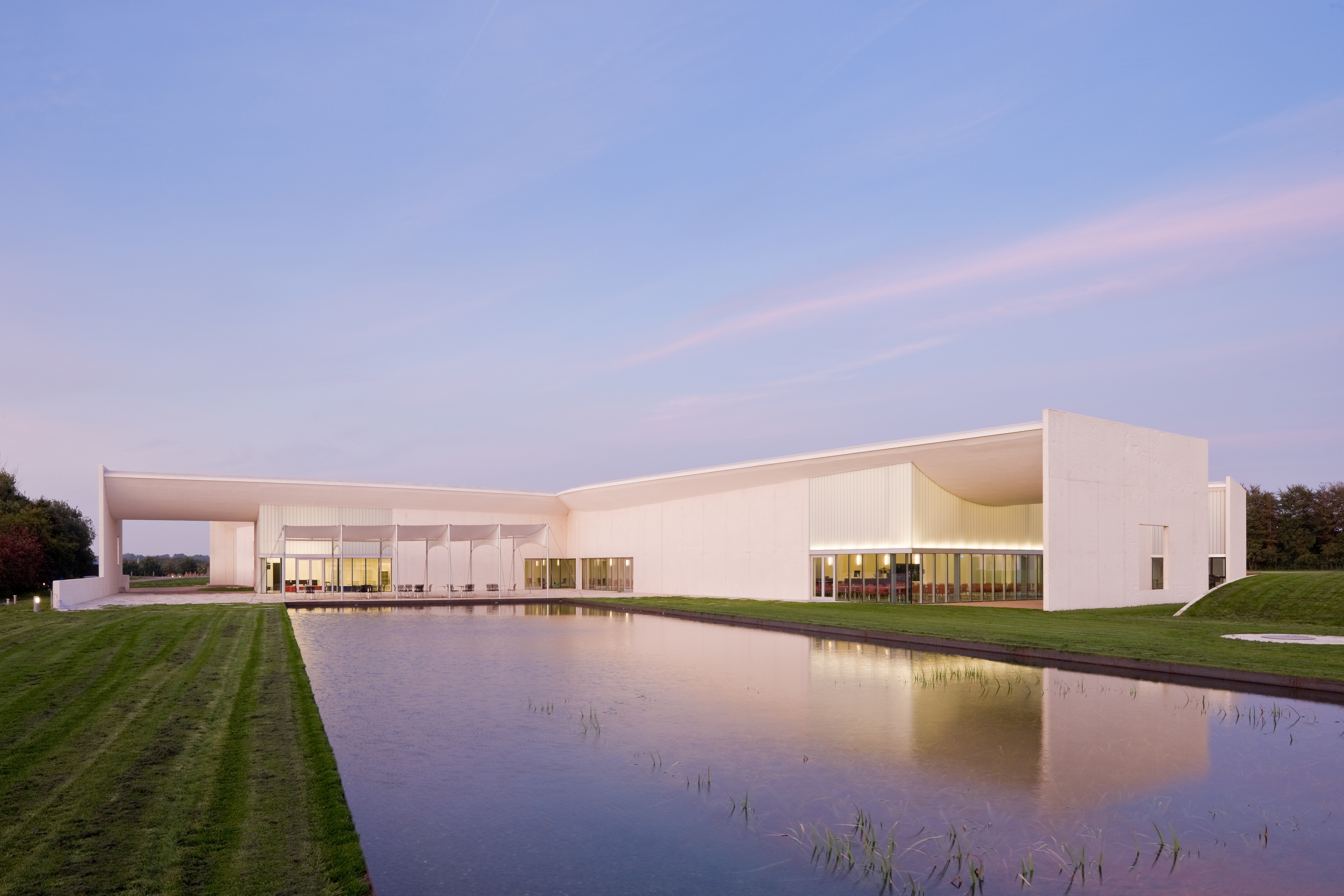
Herning Museum of Contemporary Art

Das heart - herning museum of contemporary art in Herning (Jütland) befindet sich auf dem Gelände einer ehemaligen Textilfabrik im Birk Centerpark. Der 2009 nach Plänen des US-amerikanischen Architekten Steven Holl fertiggestellte Museumsbau zählt zu den architektonisch herausragenden Kulturbauten Dänemarks.

## Geschichte
Die Initiative für das Museum geht auf den Hemdenfabrikanten, Kunstmäzen und Sammler Aage Damgaard zurück. Bereits in den 1960er Jahren beschäftigte er international bedeutende Künstler wie Robert Jacobsen, Sven Dalsgaard und Piero Manzoni in seiner Fabrik. Da es an geeigneten Ausstellungsräumen mangelte, wurde im Jahr 2005 ein Architekturwettbewerb ausgeschrieben, den Steven Holl für sich entscheiden konnte. Das HEART versteht sich als Nachfolger und Erweiterung der ursprünglichen Sammlung des Herning Kunstmuseums. Das Museum wird von einer privaten Stiftung betrieben.

## Architektur
Der Entwurf des Museums ist stark vom Standort und dessen industriell-textiler Geschichte geprägt. Von der Vorstellung eines über eine Schachtel geworfenen Hemds inspiriert, entwickelte Holl eine skulpturale Dachlandschaft, deren verschlungene Formen an überlagerte Hemdsärmel erinnern. Das etwa 5.600 Quadratmeter große Gebäude gliedert sich in zwei eingeschossige Ausstellungssäle für die Dauer- und Wechselausstellung sowie in ergänzende Funktionen wie ein Foyer, Büroräume, einen Konzertsaal, eine Bibliothek, ein Café-Restaurant und eine Freiluftbühne.
Charakteristisch für den Bau ist die Verwendung von weiß eingefärbtem Sichtbeton in Ortbetonbauweise. Diese ermöglichte die Umsetzung der komplexen Geometrien mit schrägen Flächen und unregelmäßigen Winkeln sowie die Realisierung großflächiger, stützenfreier Räume. Ein besonderes Augenmerk liegt auf der Oberflächenstruktur der Fassaden. Um eine textile Anmutung zu erzeugen, wurden gebrauchte LKW-Planen in die Schalung eingelegt. Das Ergebnis sind Wandflächen, die an geknitterten Stoff erinnern – eine direkte Anspielung auf die Vergangenheit der Hemdenproduktion sowie auf die weißen Leinwände des Künstlers Piero Manzoni. Die nach innen gewölbten Dachflächen erinnern an durchhängende Stoffsegel. Sie werden von einem System aus Stahlfachwerkträgern gestützt. Große Oberlichter aus transluzentem Profilbauglas mit Wärmedämmung lassen diffuses Tageslicht in die Innenräume einfallen. Das gleiche Glasmaterial wurde auch für Teile der Fassade verwendet. Im Foyer und im Restaurant geben transparente Glasflächen den Blick nach außen frei.
Auch der Außenraum wurde in das architektonische Konzept integriert. Die geschwungenen Dachformen setzen sich in lang gestreckten, begrünten Hügeln fort, sodass das Gebäude mit der Landschaft zu verschmelzen scheint. Wasserbecken spiegeln das Bauvolumen und verstärken die skulpturale Wirkung. Der Bodenbelag aus unterschiedlich großen Betonpflastersteinen, die in freien Mustern verlegt wurden, schafft eine Verbindung zwischen Architektur und umgebender Natur. Das Gebäude umfasst eine Fläche von etwa 3.600 Quadratmetern, gilt als Beispiel für eine architektonische Synthese aus Material, Funktion und Geschichte und stellt einen markanten Beitrag zur Museumsarchitektur des 21. Jahrhunderts dar.

## Sammlung

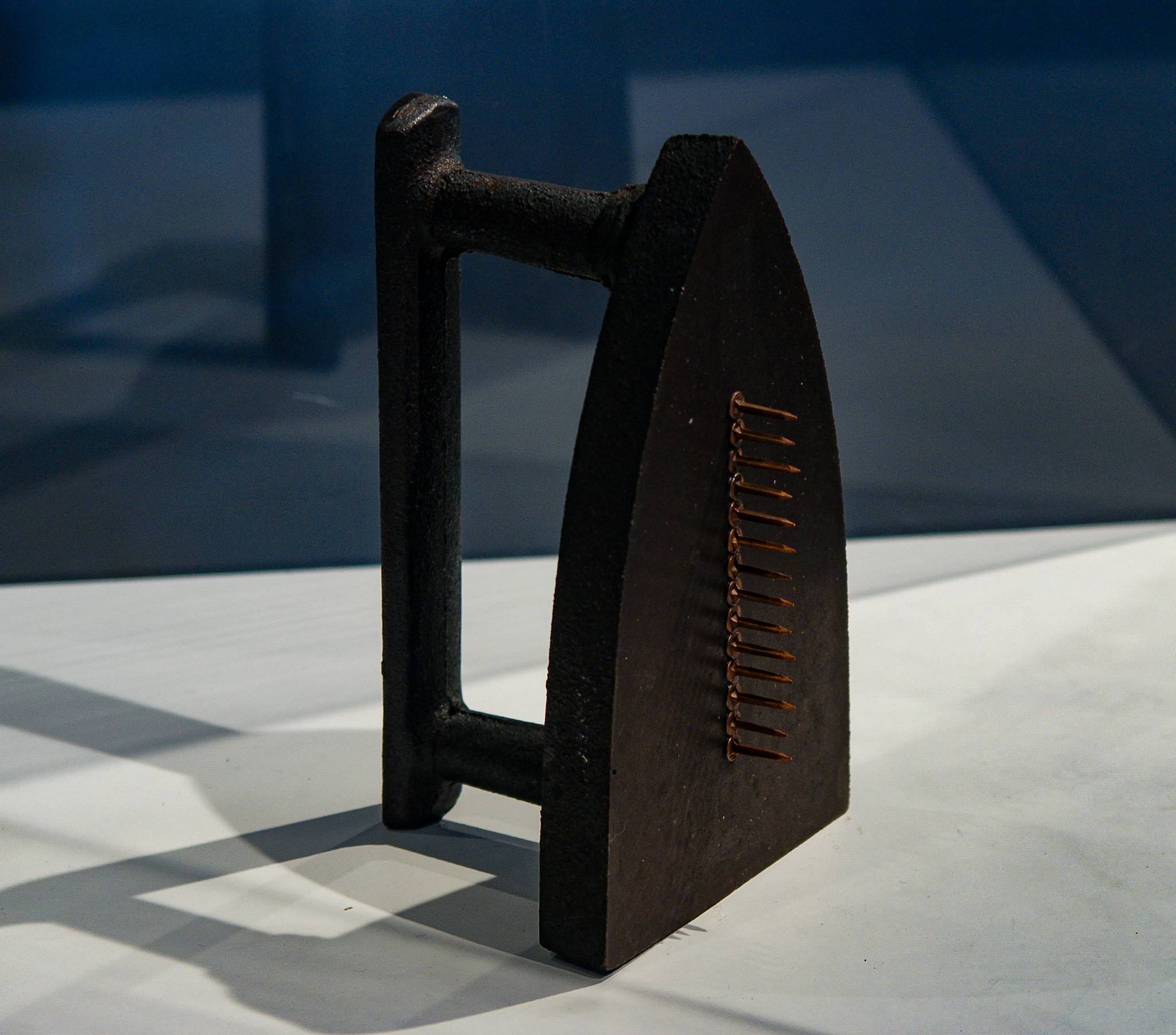
Man Ray: Le Cadeau,1921/1974 (Bügeleisen/Eisenguss und Nägel)

Der Schwerpunkt der Sammlung des Herning Museum of Contemporary Art liegt auf Konzeptkunst und Arte Povera. Sie umfasst Werke von Künstlern wie Piero Manzoni, Ingvar Cronhammar, Bjørn Nørgaard und Poul Gernes. Ein wesentlicher Teil der Sammlung ist in Zusammenarbeit mit Künstlern entstanden, die direkt in den Textilfabriken von Damgaard gearbeitet haben.

### Besondere Kunstwerke

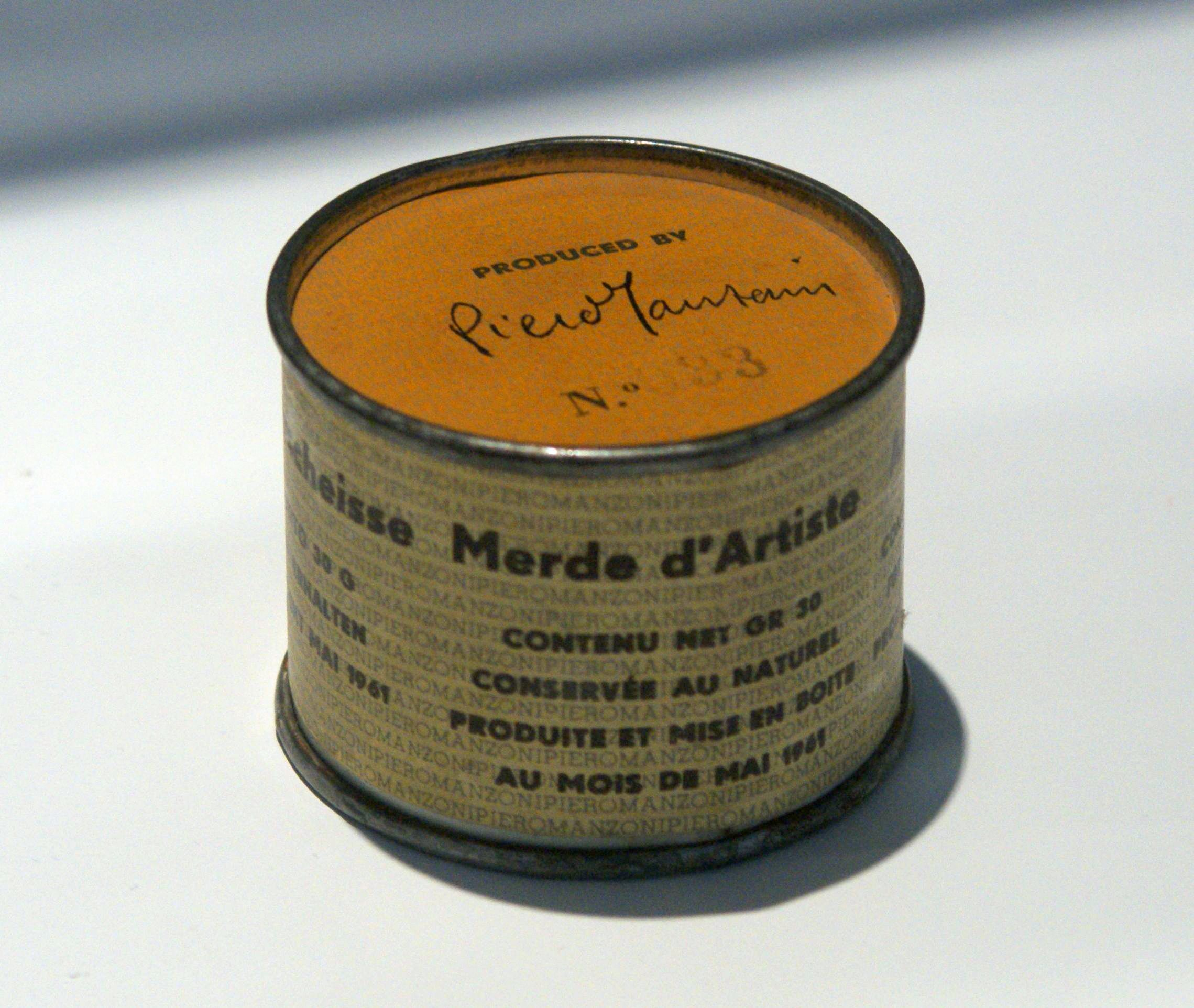
Piero Manzoni: Merda d’artista (1961)

Zu den herausragenden Kunstwerken zählt der Skulpturenpark des Museums, der unter anderem große Installationen von Ingvar Cronhammar umfasst. Eine besondere Attraktion ist Piero Manzonis berühmter Werkkomplex Socle du Monde (Sockel der Welt), der 1961 in Herning entstand und bis heute ein zentrales Symbol der Sammlung ist.